# 盖尔斯
盖尔斯（风格化为GUESS或Guess?）是成立于1981年的一家美国服装品牌和零售商。除了售卖男装和女装，盖尔斯还销售其他时尚配饰，如手表、珠宝、香水、包包和鞋子。